# 사이먼 디.
사이먼 디.(Simon D.)는 뉴욕의 크리드모어 정신과 센터의 여성 정신병 환자의 가명이다. 2007년 자신의 의사에 반하여 전기 충격 치료를 하라는 2년 간의 법원 명령을 파기하는 법원 판결을 얻어냈다.
스페인어를 구사했지만 스페인어를 구사하는 임상의가 있는 병동 및 시설로 옮겨지지 않았다. 그녀의 변호사는 데니스 펠트(Dennis Feld)와 킴 대로(Kim Darrow)였다.